# Willy Coppens
Willy Omer François Jean Coppens de Houthulst (* 6. Juli 1892 in Watermael-Boitsfort; † 21. Dezember 1986 in Antwerpen) war der erfolgreichste belgische Jagdflieger im Ersten Weltkrieg mit 37 bestätigten und 6 unbestätigten Luftsiegen.

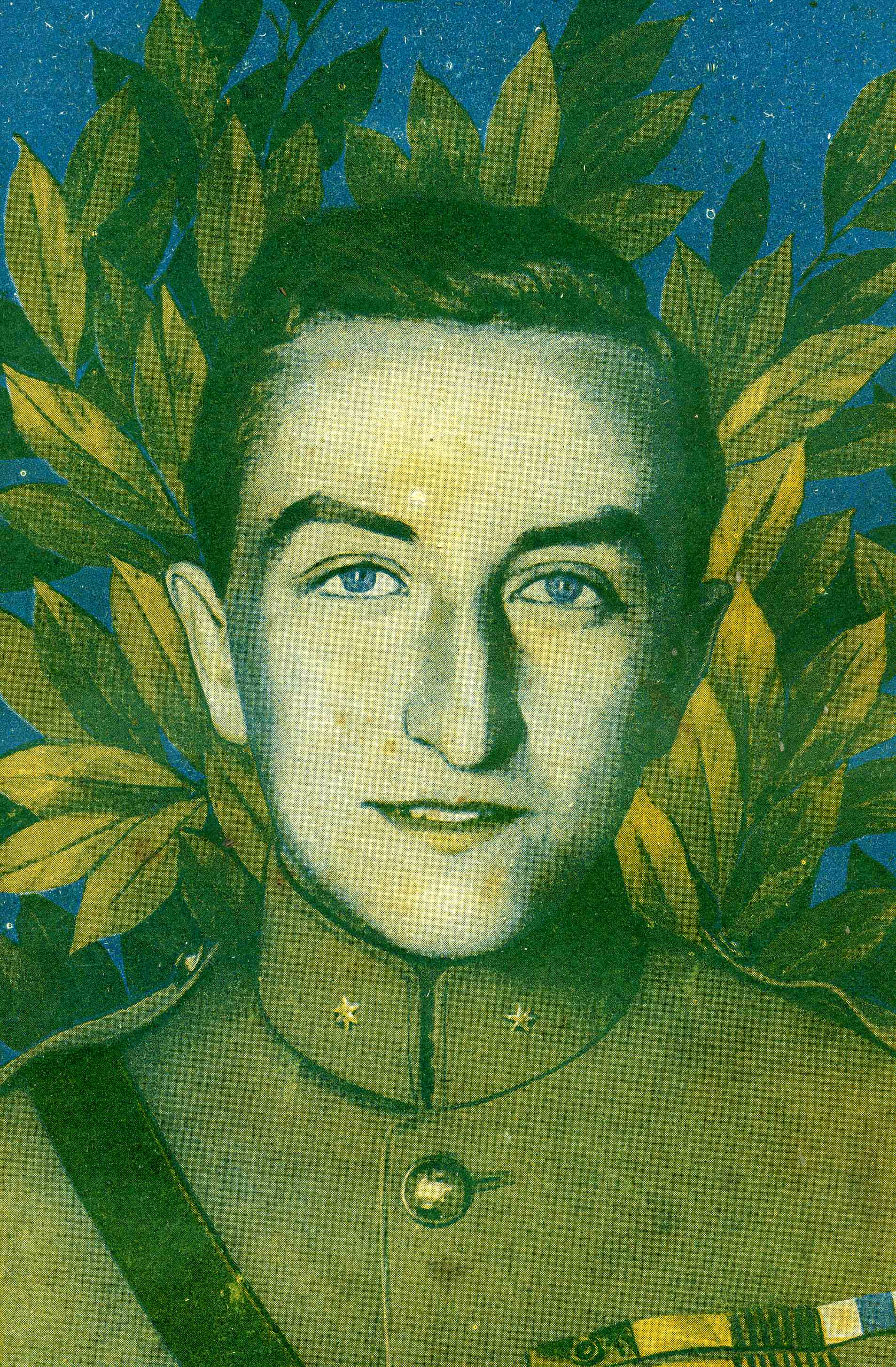
Darstellung Willy Coppens aus dem Jahre 1918

## Biografie

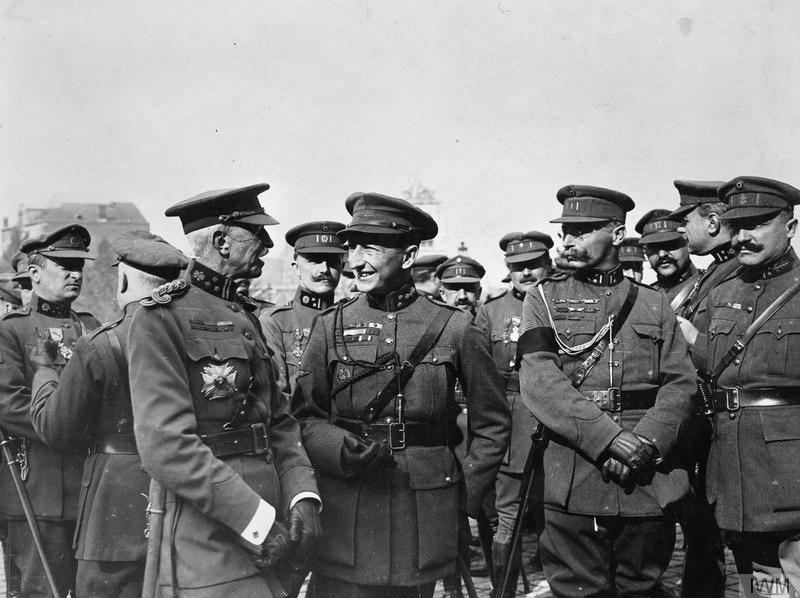
Willy Coppens (Mitte) mit dem Earl of Athlone im Jahre 1919

Willy Coppens trat 1912 in die Armee ein und diente im 2. Grenadierregiment. 1914 wechselte er in die Fliegerkompanie. Zusammen mit 39 anderen Belgiern ließ er sich auf eigene Kosten in der zivilen Flugschule in Hendon zum Piloten ausbilden. Seine weitere Flugausbildung setzte er in Frankreich fort. Erst 1916 gelangte er als Flieger an die Westfront, wo er in der 1ère, 4ème, 6ème und der 9ème Escadrille der belgischen Fliegertruppe diente.

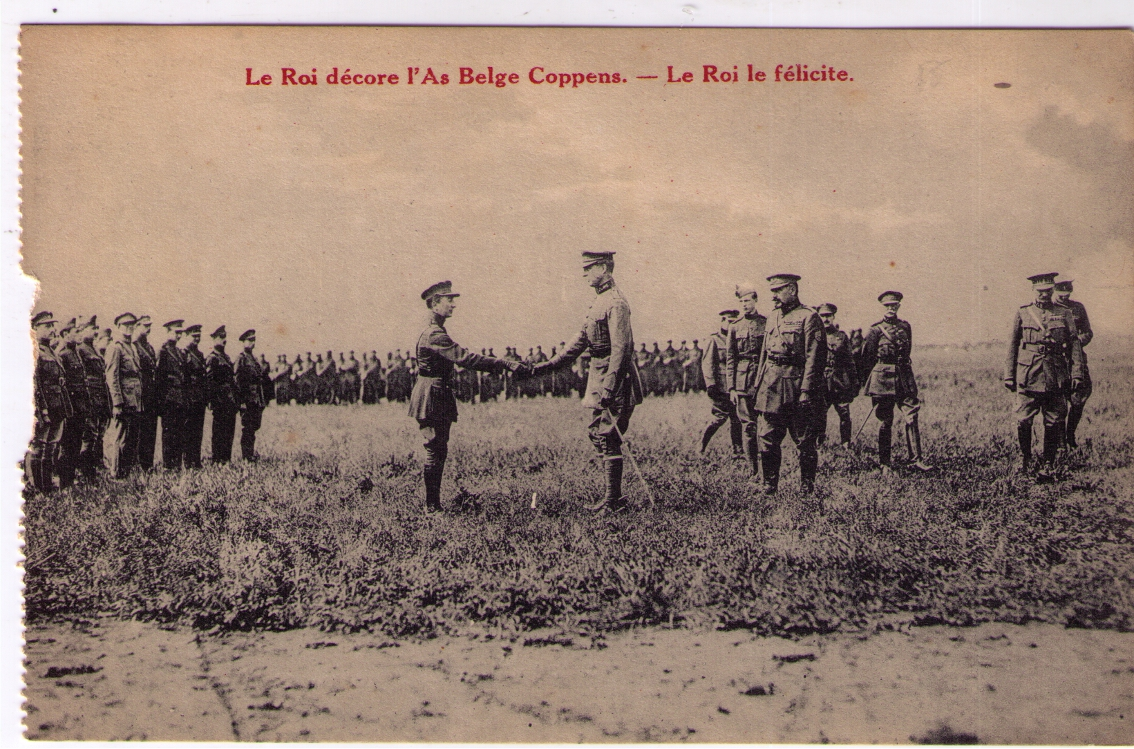
Willy Coppens empfangt eine Medaille von König Albert I.

Coppens war auf deutscher Seite als der blaue Teufel bekannt, da er häufig übermütige Kunststücke mit seinem Flugzeug wagte. So soll er seine Maschine – um den Propeller zu schonen – mit abgestelltem Motor auf einem aufsteigenden Fesselballon zu Landung aufgesetzt haben und dann wieder durchgestartet sein, um den Ballon danach in Flammen abzuschießen. Mit seinem türkisblauen Flugzeug überflog er in waghalsigem Tiefstflug über die Hausdächer des von deutschen Truppen besetzten Brüssel. Am 18. Februar 1918 kreiste er dort direkt über dem Haus seiner Eltern, ohne das Abwehrfeuer der deutschen Besatzungstruppen zu beachten.
Leutnant Coppens spezialisierte sich auf das Abschießen deutscher Fesselballons, wobei er durch das heftige Abwehrfeuer mindestens bis auf von 50 m an das Ziel heranfliegen musste, um mit seiner Phosphormunition den Ballon in Brand zu setzen.
Am 14. Oktober 1918 wurde Coppens bei seinem 37. Abschuss in der Nähe von Thourout durch ein Brandgeschoss so schwer verwundet, dass ihm das linke Bein amputiert werden musste.
Zwischen den Kriegen war Coppens belgischer Luftwaffenattaché in Frankreich, Großbritannien, Italien und in der Schweiz.
Im September 1928 sprang er aus 6.000 m Höhe mit dem Fallschirm ab und brach damit den bisher von Deutschland gehaltenen Europarekord.
1931 verfasste er seine Autobiografie „Hélice en croix“.
In Genf nahm er 1940 seinen Abschied, wo er anschließend mit Frau und Kindern blieb. Während des Zweiten Weltkriegs setzte er sich über das Rote Kreuz für die belgischen Kriegsgefangenen in Deutschland ein.
Nach dem Krieg kehrte er nach Belgien zurück. Kurz vor seinem Tod zog er nach Antwerpen, wo er am 21. Dezember 1986 verstarb. Er ruht auf dem Friedhof seines Heimatorts De Panne.

## Orden und Auszeichnungen
Nach dem Ersten Weltkrieg wurde Coppens zum Hauptmann (Capitaine) befördert und von König Albert von Belgien als Chevalier Coppens de Houthulst geadelt, da Coppens über dem Houthoulster Wald zahlreiche Luftsiege errungen hatte.
Er erhielt folgende Orden:
- Ordre de Léopold II. (Belgien)
- Ordre de la Couronne (Belgien)
- Croix de guerre 1914–1918 (Belgien)
- Offizier des Leopoldsordens mit Palme
- Croix de guerre 1914–1918 (Frankreich)
- Ritter der Ehrenlegion (Frankreich)
- Military Cross (Großbritannien)
- Distinguished Service Order (Großbritannien)
- Weißer Adlerorden (Serbien)

## Luftsiege
| Datum              | Uhrzeit | Escadrille | Flugzeug | Gegner       | Ort                    |
| ------------------ | ------- | ---------- | -------- | ------------ | ---------------------- |
| 25. April 1918     | 12:20h  | 9e         | Hanriot  | Flugzeug     | Saint-Georges-sur-l’Aa |
| 8. Mai 1918        | 07:10h  | 9e         | Hanriot  | Ballon       | Zarren                 |
| 8. Mai 1918        | 09:55h  | 9e         | Hanriot  | Ballon       | Houthulst              |
| 15. Mai 1918       | 08:07h  | 9e         | Hanriot  | Ballon       | Houthulst              |
| 19. Mai 1918       | 09:45h  | 9e         | Hanriot  | Ballon       | Houthulst              |
| 5. Juni 1918       | 06:40h  | 9e         | Hanriot  | Ballon       | Houthulst              |
| 9. Juni 1918       | 09:22h  | 9e         | Hanriot  | Ballon       | Zonnebeke              |
| 10. Juni 1918      | 07:47h  | 9e         | Hanriot  | Ballon       | Ploegsteert            |
| 24. Juni 1918      | 06:45h  | 9e         | Hanriot  | Ballon       | Warneton               |
| 24. Juni 1918      | 06:46h  | 9e         | Hanriot  | Hannover CL  | Ploegsteert            |
| 30. Juni 1918      | 06:30h  | 9e         | Hanriot  | Ballon       | Bovekerke              |
| 30. Juni 1918      | 08:30h  | 9e         | Hanriot  | Ballon       | Gheluvelt              |
| 30. Juni 1918      | 08:34h  | 9e         | Hanriot  | Ballon       | Passendale             |
| 14. Juli 1918      | 09:30h  | 9e         | Hanriot  | Ballon       | Passendale             |
| 16. Juli 1918      | 18:55h  | 9e         | Hanriot  | Ballon       | Bovekerke              |
| 19. Juli 1918      | 19:20h  | 9e         | Hanriot  | Ballon       | Ruyterhoek             |
| 20. Juli 1918      | 05:57h  | 9e         | Hanriot  | Ballon       | Houthulst              |
| 22. Juli 1918      | 07:30h  | 9e         | Hanriot  | Ballon       | Geluwe                 |
| 22. Juli 1918      | 07:31h  | 9e         | Hanriot  | Ballon       | Wervik                 |
| 22. Juli 1918      | 07:34h  | 9e         | Hanriot  | Ballon       | Comines                |
| 24. Juli 1918      | 19:20h  | 9e         | Hanriot  | Ballon       | Ruyterhoek             |
| 3. August 1918     | 07:50h  | 9e         | Hanriot  | Ballon       | Reutel                 |
| 10. August 1918    | 06:05h  | 9e         | Hanriot  | Ballon       | Leffinge               |
| 10. August 1918    | 06:25h  | 9e         | Hanriot  | Ballon       | Ruyterhoek             |
| 10. August 1918    | 07:45h  | 9e         | Hanriot  | Ballon       | Leffinge               |
| 24. August 1918    | 14:55h  | 9e         | Hanriot  | Ballon       | Ploegsteert            |
| 24. August 1918    | 14:57h  | 9e         | Hanriot  | Ballon       | Warneton               |
| 3. September 1918  | 11:02h  | 9e         | Hanriot  | Ballon       | Tenbrielen             |
| 4. September 1918  | 09:23h  | 9e         | Hanriot  | Ballon       | Wercken                |
| 27. September 1918 | 11:05h  | 9e         | Hanriot  | Ballon       | Leffinge               |
| 27. September 1918 | 11:06h  | 9e         | Hanriot  | Ballon       | Leffinge               |
| 29. September 1918 | 10:05h  | 9e         | Hanriot  | Doppeldecker | Leffinge               |
| 2. Oktober 1918    | 15:20h  | 9e         | Hanriot  | Ballon       | Leffinge               |
| 3. Oktober 1918    | 08:14h  | 9e         | Hanriot  | Ballon       | Lendelede              |
| 5. Oktober 1918    | 08:20h  | 9e         | Hanriot  | Ballon       | Cruypenaerde           |
| 5. Oktober 1918    | 06:00h  | 9e         | Hanriot  | Ballon       | Praatbos               |
| 14. Oktober 1918   | 06:05h  | 9e         | Hanriot  | Ballon       | Torhout                |